# Epiglenea
Epiglenea is een kevergeslacht uit de familie van de boktorren (Cerambycidae). De wetenschappelijke naam van het geslacht werd voor het eerst geldig gepubliceerd in 1884 door Bates.

## Soorten
Epiglenea is monotypisch en omvat slechts de volgende soort:
- Epiglenea comes Bates, 1884